# Nehalennia speciosa
Espèce
Statut de conservation UICN

 NT  : Quasi menacé
Nehalennia speciosa, la déesse précieuse ou néhalennie précieuse est une espèce d'insectes odonates du sous-ordre des demoiselles, de la famille des Coenagrionidae.

## Distribution
Nord-est de l'Eurasie, depuis l'Allemagne jusqu'à la Sibérie.

## Description
- Plus petite demoiselle d'Europe : longueur du corps : 24 à 26 mm.
- Imagos de couleur vert métallique brillant, tachetés de marques bleues (devenant brunâtres chez les femelles vieillissantes).
- Aspect gracile et ailes courtes.

## La cause de sa disparition
Elle a déjà disparu de Belgique et du Luxembourg et sa présence en France est en péril. Les principaux facteurs de son extinction sont la destruction des tourbières, la pollution et les pesticides. Le réchauffement climatique pourrait aggraver les choses. En France métropole, sur les 89 espèces de libellules, 24 sont menacées ou quasi menacées et deux ont disparu.

## Habitat, mode de vie
Fréquente les tourbières où elle se dissimule dans les laîches. Elle vole peu et assez mal, il faut souvent secouer la végétation pour la débusquer.

## Son alimentation
Son régime alimentaire est constitué de moustiques.

## Statut
Du fait de son habitat très particulier et en régression, c'est une espèce menacée, disparue de plusieurs régions spécialement dans la partie ouest de son aire. Elle est classée NT par l'UICN.
Après plus de 130 ans d'absence en France, elle a été redécouverte en 2009 dans une tourbière du Jura, après sa redécouverte en Suisse deux ans auparavant.